# Stemmops servus
Stemmops servus är en spindelart som beskrevs av Claude Lévi 1964. Stemmops servus ingår i släktet Stemmops och familjen klotspindlar.
Artens utbredningsområde är Panama. Inga underarter finns listade i Catalogue of Life.